# Harry W. Laidler
Harry Wellington Laidler (18 février 1884 - 14 juillet 1970) était un écrivain socialiste américain, rédacteur en chef et homme politique. On se souvient surtout de lui en tant que directeur exécutif de la Ligue pour la démocratie industrielle et pour son étroite collaboration politique avec le président et candidat du Parti socialiste d'Amérique, Norman Thomas. Il a également exercé un mandat de deux ans au conseil municipal de New York. 

## Les premières années
Harry W. Laidler est né le 18 février 1884 à Brooklyn, New York, fils d'un vendeur. La famille Laidler était aisée, bourgeoise et politiquement libérale. Le jeune Harry a fréquenté une école publique à Brooklyn, avant d'obtenir son diplôme pour fréquenter l'Université Wesleyenne, dont il a obtenu son diplôme de licence en 1907. 
Après avoir obtenu son diplôme, Laidler a travaillé comme journaliste pour le journal Brooklyn Eagle, suivant des cours de nuit à la Brooklyn Law School. L'obtention du diplôme de Laidler de l'école de droit en 1910 a également marqué la fin de sa carrière en tant que journaliste. Il s'est ensuite inscrit à Columbia University à New York, où il obtient son doctorat en 1914. 

## Carrière politique
Harry Laidler était un socialiste engagé dès son adolescence, s'inscrivant au Parti socialiste d'Amérique en 1903. En 1905, il est devenu membre fondateur de l'Intercollegiate Socialist Society (ISS) une organisation nationale vouée à l'avancement de l'étude du socialisme sur les campus universitaires du pays à travers des conférences, des débats et des publications. Laidler a été nommé au comité exécutif de l'ISS en tant que représentant des étudiants de licence. Après avoir obtenu son diplôme de l'école de droit en 1910, il a été nommé secrétaire de l'ISS, servant ainsi que rédacteur en chef de son magazine, The Intercollegiate Socialist, dès son lancement en 1913. Il a continué à éditer cette publication et la publication qui lui succède, The Socialist Review, jusqu'en 1921. 
En 1921, une grande partie de la section jeunesse du mouvement socialiste étant partie au Parti communiste d'Amérique et au Parti travailliste communiste, l'ISS décida de changer son nom en Ligue pour la démocratie industrielle (LID). Le changement de nom marque un changement d'orientation, le groupe passe d'une concentration exclusive sur les campus universitaires à la transmission des idées socialistes aux syndicats et au grand public. Harry Laidler a été nommé directeur exécutif de l'organisation réorganisée - un poste qu'il continuera à occuper jusqu'en 1957. 
Laidler était un proche collaborateur du pacifiste Norman Thomas lui aussi membre du LID. Thomas était un compatriote new-yorkais né la même année que Laidler. Le duo partageait une éducation bourgeoise et une vision plutôt académique et technocratique du mouvement socialiste américain. Confident et homme de confiance de Thomas, Laidler l'aide pour ses candidatures à la Présidence des États-Unis en 1928 et 1932 en tant que candidat du Parti socialiste.   
Laidler a été président du National Bureau of Economic Research de 1930 à 1932 et de nouveau de 1948 à 1949. Il a également été chef de son conseil d'administration de 1932 à 1934. Il a fréquemment contribué des critiques de livres publiés dans des revues scientifiques au cours de cette période, dans des journaux de premiers plans comprenant lAmerican Journal of Sociology , The Annals of the American Academy of Political and Social Science , The Journal of Political Economy et lAmerican Economic Review.
Laidler was twice a candidate on the Socialist Party ticket, running for Governor of New York in 1936 and for U.S. Senator from New York in 1938. He was later a successful candidate of the American Labor Party for New York City Council in 1940, serving a 2-year term as an alderman.

## Décès
Harry Laidler est décédé le 14 juillet 1970, deux ans après son ami Norman Thomas. 